# グリーゼ341
グリーゼ341（TOI-741）とは、地球からりゅうこつ座の方向に約34光年離れた位置に存在する赤色矮星である。

## 概要
| 太陽 | グリーゼ341 |
| ---- | ----------- |
| 太陽 | Exoplanet   |

グリーゼ341は太陽の約48%の大きさで、質量は太陽の約51%である。有効温度は 3800 K。見かけの等級は9.5で、肉眼で目視することはできないが、小型の望遠鏡で観測することができる。この恒星は、ニセ十字、特にりゅうこつ座ι星の近くに位置している。グリーゼ341は、太陽系からの近さと高い固有運動、そして測光および視線速度の標準となる恒星であることから、長い間研究されてきた。かつては分光連星であると考えられていたが、その後の観測でその可能性は否定された。
グリーゼ341はTOI-741という別名も持っているが、TOI-741の「TOI」はTESS object of interestを表しており、TESSによる観測で周囲に惑星候補が検出された恒星に与えられる。
グリーゼ341に最も近い恒星は、2.5光年離れた赤色矮星 ルイテン140-289である。また、比較的近い恒星であるTOI-175（ルイテン98-59）には、4つの太陽系外惑星が確認されている。
| 名称            | 距離（光年） |
| --------------- | ------------ |
| ルイテン140-289 | 2.5          |
| SCR J0838-5855  | 4.1          |
| SCR J0821-6703  | 5.7          |
| TOI-175         | 6.3          |
| グリーゼ367     | 9            |

## 惑星系
2024年1月11日、グリーゼ341の周囲を1つの地球型惑星 グリーゼ341b（TOI-741 b）が公転していることが発見された。
| 名称 （恒星に近い順） | 質量     | 軌道長半径 （天文単位） | 公転周期 (日)               | 軌道離心率 | 軌道傾斜角        | 半径         |
| --------------------- | -------- | ----------------------- | --------------------------- | ---------- | ----------------- | ------------ |
| b                     | < 4.0 M⊕ | 0.058+0.005 −0.009      | 7.576860+0.000034 −0.000020 | 0.0        | 89.24+0.53 −0.96° | 0.88±0.05 R⊕ |